# إيبوخنان (إملشيل)
أمالو  أو قرية "أمالو" حاليا كما يسميها أبناء القرية حيت كان اسمها الأصلي تيغرمت ن" اومالو" هو دُوَّار يقع بجماعة إملشيل، إقليم ميدلت، جهة درعة تافيلالت في المملكة المغربية. يبعد عن إملشيل ب 2 كلمتر  ينتمي الدوّار لمشيخة إبوخنان "أمالو" التي تضم 2 دواوير. أمالو و امردول اوراغ  يقدر عدد سكانه بـ 538 نسمة حسب الإحصاء الرسمي للسكان والسكنى لسنة 2004.

## روابط خارجية
- البوابة الوطنية للجماعات الترابية
- المندوبية السامية للتخطيط